# Anolis viridius
Anolis viridius (бараонський зелений аноліс) — вид ігуаноподібних ящірок родини анолісових (Dactyloidae). Ендемік Домініканської Республіки. Описаний у 2016 році.

## Поширення і екологія
Бараонські зелені аноліси мешкають на східних схилах гір Сьєрра-де-Баоруко в провінції Бараона. Вони живуть в тропічних лісах.